# Victoria Coren
Victoria Coren (North London, 18 agosto 1973) è una giornalista, conduttrice televisiva, scrittrice e giocatrice professionista di poker britannica.
Coren scrive settimanalmente per i quotidiani "The Observer e "The Guardian" e presenta il quiz show televisivo Only Connect sul canale BBC Four. È stata la prima donna a vincere un European Poker Tour e il primo e unico giocatore nella storia del circuito a vincere 2 volte il Main Event.

## Infanzia e istruzione
Coren nasce nel North London. È la figlia del comico e giornalista Alan Coren e sorella della giornalista Giles Coren. Si è laureata presso il St John's College di Oxford, e ha dichiarato che restava regolarmente sveglia sino alle 6 del mattino a, 'Fumare, bere e giocare d'azzardo. Ma mi piace anche cucinare, fare giardinaggio, il che mi fa sembrare uno strano incrocio tra una donna anziana ed un'adolescente.' Quando le si chiede qualcosa in proposito lei risponde: 'È ancora vero. Crescerò un giorno, ma non è ancora il momento.

## Vita privata
Coren vive a Londra e dal 2010 ha una relazione con l'attore e comico David Mitchell protagonista della sitcom Peep Show, anche se si erano brevemente frequentati nel 2007. I due si sono sposati nel novembre 2012 e nel maggio 2015 è nata la figlia Barbara. Mitchell ha parlato della loro relazione nella sua autobiografia, dicendo di essersi innamorato di lei anni prima che i due iniziassero a frequentarsi.

## Carriera da scrittrice
All'età di 14 anni vinse il concorso del Daily Telegraph scrivendo un articolo sulla vita degli adolescenti per la rubrica "Weekend", dove continuò a scrivere per diversi anni.
Tra i suoi libri c'è Love 16 e Once More, with Feeling, circa il suo tentativo (in collaborazione con Charlie Skelton) di girare il miglior film porno di sempre. Questo diede il via al loro lavoro come critici di film pornografici per l'Erotic Review, un lavoro che li portò a pensare che molti dei film che vedevano fossero pessimi e che loro stessi potessero farne di migliori.
Coren adattò le colonne del giornale di John Diamond in uno spettacolo chiamato A Lump In My Throat che fu rappresentato nell'Assembly Rooms di Edimburgo, nel Grace Theatre e nel New End Theatre di Londra, prima che Coren lo adattasse nuovamente per la TV sul canale BBC2 con la partecipazione di Neil Pearson.
Victoria e Giles Coren scrissero un'introduzione per Chocolate and Cuckoo Clocks, e un'antologia dei migliori lavori comici di loro padre Alan Coren, pubblicato da Canongate nell'ottobre 2008.
Il suo libro sul poker, "For richer, for poorer: a love affair with poker", tradotto in italiano con il titolo "I love poker", fu pubblicato nel settembre 2009, e fu ben recensito dal The Times e dall'Observer, come in molti altri posti.

## Lo scherzo Ormerod
Nel Dicembre 2008, Coren rivelò che nel 2007 aveva messo su uno scherzo per smascherare gruppi di persone che andavano ai ricevimenti funebri di persone che non conoscevano. Lei creò il fantomatico ed appena defunto Sir William Ormerod, e piazzò una pubblicità nei più importanti quotidiani britannici a proposito del suo funerale "seguito da un rinfresco". Coren raccontò che il gruppo si prodigò per scrivere i biglietti dove affermavano di aver conosciuto Ormerod.

## Poker
Coren fu la prima donna a vincere un Main Event del European Poker Tour ed il primo giocatore a vincere sia un evento televisivo di poker professionistico (EPT London 2006) sia un evento televisivo di poker per celebrità (Celebrity Poker Club 2005). Lei gioca spesso al Victoria Casino in Edgware Road a Londra, dove gioca a Texas hold'em. Come commentatrice/presentatrice, Coren ha condotto Late Night Poker e The Poker Nations Cup per Channel 4, World Poker Tour per ITV2 e commentò il Monte Carlo EPT, Grosvenor UK Poker Tour (Channel 4), Ultimate Poker Challenge (Channel 5) e il William Hill Poker Grand Prix 2 (Sky Sports). Durante la sua carriera di giocatrice di poker, Coren è diventata amica intima di The Hendon Mob, ed alterna partite casalinghe settimanali a frequenti e costanti visite ai casinò. Coren apparve in 5 episodi di Late Night Poker, sebbene non abbia mai partecipato al gran finale della serie. Ad ogni modo, nello spin-off di Late Night Poker',Celebrity Poker Club, sconfisse Willie Thorne vincendo il tavolo finale della seconda stagione prima di raggiungere Jesse May come commentatrice nella terza serie. Nel 2003, nel torneo “Hold-Em 100” a Londra partecipò come dealer al tavolo finale.
Il 24 settembre 2006, Coren vinse il Main Event dell'European Poker Tour (EPT) a Londra vincendo un montepremi di £500,000. Dopo 4 giorni dall'inizio del torneo si ritrovò in head's up contro heads up il giocatore professionista australiano Emad Tahtouh. Dopo solo due mani di head's up il tavolo vide come flop  5-3-4. Tahtouh puntò e Coren decise di chiamare. Dopo un 10 al turn, Tahtouh andò all-in e Coren chiamò all'istante. Tahtouh aveva 8-6, mentre Coren girò 6-7. Avendo una scala al flop ed evitando il sette al river che avrebbe dato ad Emad una scala più alta, Coren sconfisse l'avversario. Sino al 2008, l'ammontare totale dei suoi guadagni negli eventi live supera $1,200,000. Coren è un membro del Team PokerStars Pro.